# 33 Batalion Straży Granicznej
33 Batalion Straży Granicznej – jednostka organizacyjna Straży Granicznej w II Rzeczypospolitej.

## Formowanie i zmiany organizacyjne
Wykonując postanowienia uchwały Rady Ministrów z 23 maja 1922 roku, Minister Spraw Wewnętrznych rozkazem z 9 listopada 1922 roku zmienił nazwę „Bataliony Celne” na „Straż Graniczną”. Wprowadził jednocześnie w formacji nową organizację wewnętrzną. 33 batalion celny przemianowany został na 33 batalion Straży Granicznej.
33 batalion Straży Granicznej funkcjonował w strukturze Komendy Powiatowej Straży Granicznej w Głębokim, a jego dowództwo stacjonowało w Prozorokach. W skład batalionu wchodziły cztery kompanie strzeleckie oraz jedna kompania karabinów maszynowych w liczbie 3 plutonów po 2 karabiny maszynowe na pluton. Dowódca batalionu posiadał uprawnienia dyscyplinarne dowódcy pułku. Cały skład osobowy batalionu obejmował etatowo 614 żołnierzy, w tym 14 oficerów.
Na podstawie uchwały Rady Ministrów z 24 maja 1923 zarządzono likwidację Straży Granicznej do dnia 1 lipca 1923. Jednak 33 batalion Straży Granicznej, już w nowym etacie, pozostał na granicy do jesieni 1923. Pod względem budżetowo-gospodarczym podlegał Komendzie Okręgowej Policji Państwowej w Wilnie.
Potem batalion przekazał swój odcinek oddziałom Policji Państwowej i został rozwiązany.

## Służba graniczna
Od lipca 1923 batalion ochraniał odcinek granicy od m. Mazuryno do hutoru Hornowo (do rzeki Czernicy)
Sąsiednie bataliony
- 11 batalion Straży Granicznej ⇔ 31 batalion Straży Granicznej – 1 grudnia 1922[3][10]
- 27 batalion Straży Granicznej ⇔ 31 batalion Straży Granicznej − po 1 lipca 1923[8]

## Żołnierze batalionu
Komendanci batalionu
| stopień | imię i nazwisko       | okres pełnienia służby | kolejne stanowisko |
| ------- | --------------------- | ---------------------- | ------------------ |
| major   | Zygmunt Parafianowicz | IX 1922 –              |                    |
| major   | Jan Zięba             |                        |                    |

## Struktura organizacyjna
| Ordre de Bataille 33 batalionu Straży Granicznej w Prozorokach na dzień 14 listopada 1922 | Ordre de Bataille 33 batalionu Straży Granicznej w Prozorokach na dzień 14 listopada 1922 | Ordre de Bataille 33 batalionu Straży Granicznej w Prozorokach na dzień 14 listopada 1922 | Ordre de Bataille 33 batalionu Straży Granicznej w Prozorokach na dzień 14 listopada 1922 |
| kompanie                                                                                  | 1. Graziak                                                                                | 2. Czeszki                                                                                | 3. Zahacie                                                                                |
| ----------------------------------------------------------------------------------------- | ----------------------------------------------------------------------------------------- | ----------------------------------------------------------------------------------------- | ----------------------------------------------------------------------------------------- |
| placówki                                                                                  | Dąbrowo                                                                                   | Osinówka                                                                                  | w. Stelmachowo                                                                            |
| placówki                                                                                  | Grazi                                                                                     | Gorodok                                                                                   | flw. Stelmachowo                                                                          |
| placówki                                                                                  | Skrobotuny                                                                                | Karczemno                                                                                 | flw. Zachacie                                                                             |
| placówki                                                                                  | Jampol                                                                                    | Telesze                                                                                   | Zachacie - stacja                                                                         |
| placówki                                                                                  | Zaułek                                                                                    | Wieretejka                                                                                | Janowo                                                                                    |
| placówki                                                                                  |                                                                                           | Łomasze                                                                                   |                                                                                           |